# Liste von Museen in Jinan
Dies ist eine Liste von Museen in Jinan in der chinesischen Provinz Shandong.

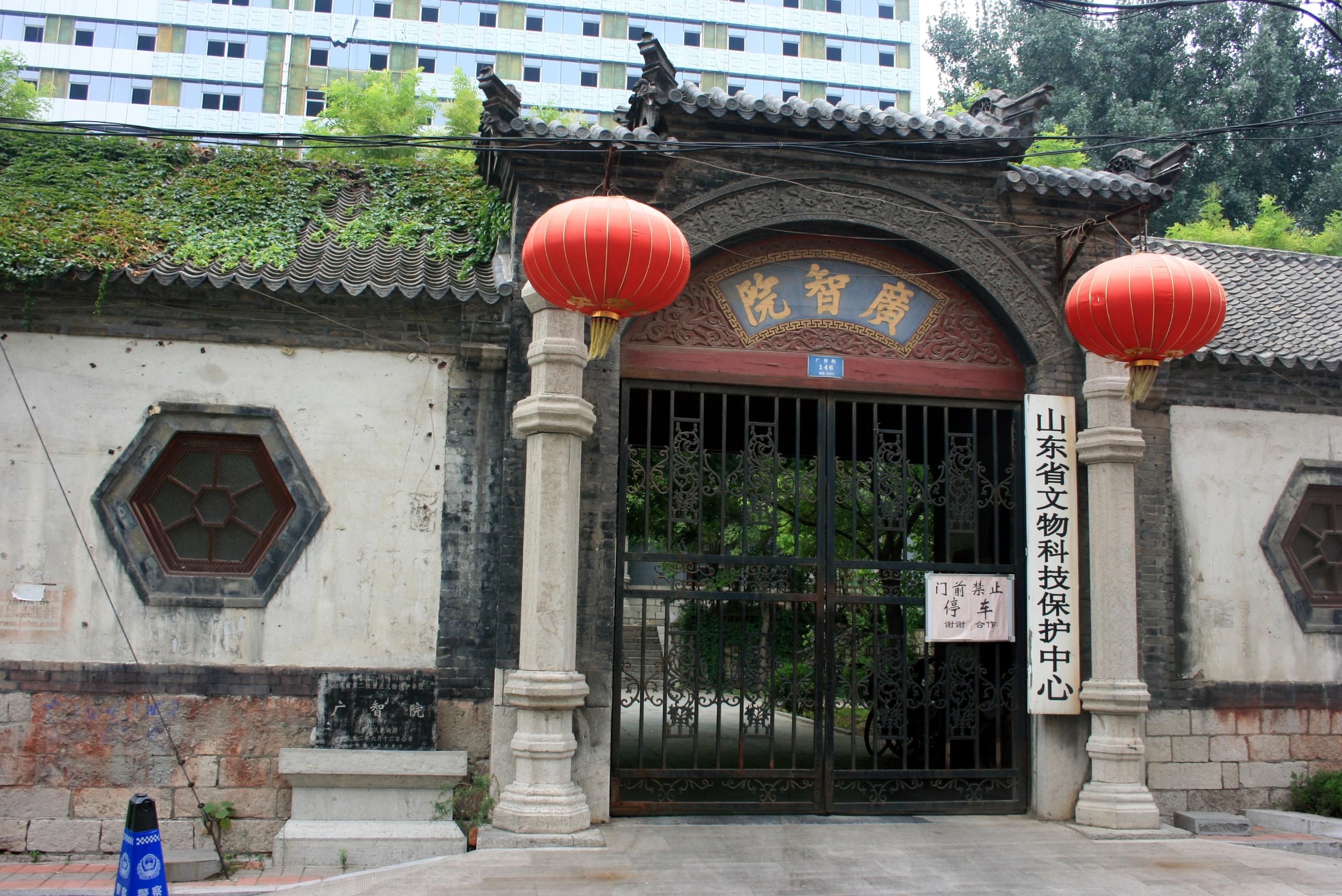
Guangzhi yuan 广智院, Hauptportal (Vorläufer des Shandong-Museums)

Zu den bemerkenswerten Museen in Jinan gehören das Shandong-Museum (Shandong bowuguan 山东博物馆; das wichtigste Museum der Provinz und eines der größten Museen des Landes), das Museum für Steinschnitzkunst der Provinz Shandong (Shandong shike yishu bowuguan 山东石刻艺术博物馆) und das Longshan-Kultur Museum 龙山文化博物馆 (vgl. Chengziya). Die folgende Übersicht erhebt keinen Anspruch auf Aktualität oder Vollständigkeit.

## Liste
- Ehemaliger Standort des National Government Office in Shandong 国民政府驻山东特派员办事处旧址
- Archäologisches Museum Jinan 济南考古馆
- Jinan Polizeimuseum 济南警察博物馆
- Shandong-Museum 山东博物馆
- Museum  der Shandong-Universität 山东大学博物馆
- Geologisches Museum der Provinz Shandong 山东省地质博物馆
- Museum für Steinschnitzkunst der Provinz Shandong 山东石刻艺术博物馆
- Guangzhi yuan 广智院
- Jinan Stadtmuseum 济南市博物馆
- Jinan Licheng Stadtbezirk Museum 济南市历城区博物馆
- Jinan Zhangqiu Stadtbezirk Museum 济南市章丘区博物馆
- Jinan Maiqiu Landwirtschaftliche Volkskultur Ausstellungshalle 济南市麦丘农耕民俗文化展览馆
- Jinan Lao She Gedenkhalle 济南老舍纪念馆
- Jiaxuan ci 稼轩祠
- Xin Qiji Gedenkhalle 辛弃疾纪念馆
- Longshan-Kultur Museum 龙山文化博物馆 (Chengziya yizhi bowuguan 城子崖遗址博物馆)